# En viaje (serie de televisión)
En viaje es una serie de televisión de comedia antológica argentina, emitida originalmente por 360TV. La trama sigue las aventuras de una azafata, que impulsada por su curiosidad está dispuesta a entrometerse en las intimidades de los diferentes pasajeros que abordan el avión en el que trabaja. Estuvo protagonizada por Mora Recalde y un elenco rotativo. Fue estrenada el miércoles 3 de mayo de 2017. Más tarde, la TV Pública estrenó la serie el 18 de abril del 2022.

## Sinopsis
Meche (Mora Recalde) es una azafata de la aerolínea Ala Latina y entre tantos viajes, pasará su tiempo curioseando la vida de los pasajeros, porque considera que todos ocultan un secreto, el cual buscará averiguar, por lo cual, en cada viaje, ella será testigo de charlas, discusiones y situaciones, algunas serias y otras desopilantes, que tendrán desenlaces inesperados.

## Elenco

### Principal
- Mora Recalde como Mercedes "Meche"

### Participaciones
| Episodio 1 - Jazmín Stuart como Clara - Walter Jakob como Ricardo - Jimena Anganuzzi como Pía - Marta Calza Citín como Anciana Episodio 2 - Gabriela Izcovich como Telma Virasoro - Fabián Arenillas como Inspector Manfredini - Victoria Carreras como Olga Episodio 3 - Felipe Colombo como Fito - Martín Slipak como Lorenzo "Lolo" - María Abadi como Micaela - Malena Guinzburg como Carlota - Luli Torn como Eva Episodio 4 - Beatriz Spelzini como Astrid - Mercedes Burgos como Doris - Javier Soria como Miguel - Leo García como Él mismo - Limbert Ticona como Ángel - Santiago Giralt como "Punky" Episodio 5 - Arturo Bonín como Ernesto Gómez Arteche - Camila Sosa Villada como Lali - Adrián Garelik como Compañero - Victoria Carreras como Olga Episodio 6 - Ezequiel Rodríguez como Arthur Lander - Martín Rocco como Norberto Gómez - Malena Guinzburg como Carlota | Episodio 7 - Mirta Bogdasarian como Carmen Ferenaz - Carlos Portaluppi como Fermín - Emiliano Carrazzone como Pol - Santiago Giralt como "Punky" Episodio 8 - Ernesto Larrese como Marcos (Padre) - Nicolás Condito como Marcos (Hijo) - Jimena Anganuzzi como Pía Episodio 9 - María Ucedo como Tania - Mariana Richaudeau como Elena - Malena Guinzburg como Carlota Episodio 10 - Chunchuna Villafañe como Dora - Gerardo Otero como Lautaro - Jimena Anganuzzi como Pía Episodio 11 - Mercedes Funes como María José - Willy Van Broock como Santiago - Santiago Giralt como "Punky" Episodio 12 - Diego Gentile como Valentín - Abián Vainstein como Dr. Furman - Jimena Anganuzzi como Pía Episodio 13 - Diego Gentile como Valentín - Javier Drolas como Trelles - Abián Vainstein como Dr. Furman - Jimena Anganuzzi como Pía - María Zamarbide como Herrera |

## Episodios
| N.º | Título                           | Dirigido por      | Escrito por               | Fecha de emisión original |
| --- | -------------------------------- | ----------------- | ------------------------- | ------------------------- |
| 1   | «Des/pareja»                     | Gabriel Lichtmann | Pablo Lago y Sol Levinton | 3 de mayo de 2017         |
| 2   | «El misterio de Telma»           | Gabriel Lichtmann | Pablo Lago y Sol Levinton | 10 de mayo de 2017        |
| 3   | «Amigos con derechos (torcidos)» | Gabriel Lichtmann | Pablo Lago y Sol Levinton | 17 de mayo de 2017        |
| 4   | «Miradas»                        | Gabriel Lichtmann | Pablo Lago y Sol Levinton | 24 de mayo de 2017        |
| 5   | «El detalle»                     | Gabriel Lichtmann | Pablo Lago y Sol Levinton | 31 de mayo de 2017        |
| 6   | «Famoso»                         | Gabriel Lichtmann | Pablo Lago y Sol Levinton | 7 de junio de 2017        |
| 7   | «El peso del amor»               | Gabriel Lichtmann | Pablo Lago y Sol Levinton | 14 de junio de 2017       |
| 8   | «Mi hijo el doctor»              | Gabriel Lichtmann | Pablo Lago y Sol Levinton | 21 de junio de 2017       |
| 9   | «Ella y yo»                      | Gabriel Lichtmann | Pablo Lago y Sol Levinton | 28 de junio de 2017       |
| 10  | «Volver»                         | Gabriel Lichtmann | Pablo Lago y Sol Levinton | 5 de julio de 2017        |
| 11  | «Por Dios»                       | Gabriel Lichtmann | Pablo Lago y Sol Levinton | 12 de julio de 2017       |
| 12  | «Fobia – Parte 1»                | Gabriel Lichtmann | Pablo Lago y Sol Levinton | 19 de julio de 2017       |
| 13  | «Fobia – Parte 2»                | Gabriel Lichtmann | Pablo Lago y Sol Levinton | 26 de julio de 2017       |